# 2515 Ґансу
2515 Ґансу (2515 Gansu) — астероїд головного поясу, відкритий 9 жовтня 1964 року.
Тіссеранів параметр щодо Юпітера — 3,165.